# Blanioonops patellaris
Blanioonops patellaris là một loài nhện trong họ Oonopidae.
Loài này thuộc chi Blanioonops. Blanioonops patellaris được miêu tả năm 1922 bởi Eugène Simon & Fage.